# خرم‌آباد (بشرویه)
خرم‌آباد یک منطقهٔ مسکونی در ایران است که در دهستان رقه واقع شده‌است. خرم‌آباد ۹ نفر جمعیت دارد.